# Sybilla flavosignata
Sybilla flavosignata là một loài bọ cánh cứng trong họ Cerambycidae.